# Jolotca, Harghita
Jolotca (maghiară Orotva) este un sat în comuna Ditrău din județul Harghita, Transilvania, România. Se află în partea de nord-est a județului, în Depresiunea Jolotca, pe Râul Jolotca. Majoritatea locuitorilor sunt maghiari (613 din 616).